# Eagle River (Favorite Channel)
Der Eagle River (englisch für „Adler-Fluss“) ist ein 14 km langer Zufluss des Favorite Channel im nördlichen Alaska Panhandle im US-Bundesstaat Alaska.

## Flusslauf
Der Flusslauf des Eagle River befindet sich im Gemeindegebiet von Juneau (City and Borough of Juneau), 22 km nordwestlich der Stadt Juneau. Er wird in den Coast Mountains von der Gletscherzunge des Eagle-Gletscher auf einer Höhe von etwa 240 m gespeist. Er durchquert anfangs einen Gletscherrandsee. Anschließend fließt er in überwiegend südwestlicher Richtung zum Favorite Channel, eine Meeresstraße an der Pazifikküste des Alaska Panhandle. 3 km oberhalb der Mündung kreuzt die Alaska Route 7 den Fluss. Einen Kilometer später mündet der Herbert River linksseitig in den Eagle River.